# Leif Valdemar Sandberg
Leif Sandberg, född 1968 i Jönköping, är en svensk centerpartistisk politiker som sedan 2015 är kommunstyrelsens ordförande i Tomelilla kommun på Österlen. Han är ersättare i riksdagen i Skånes norra och östra valkrets. Tidigare har han varit ordförande i Familjenämnden och i Vård- och omsorgsutskottet. Under åren 2011–2014 var Sandberg andre vice ordförande i Kommunstyrelsen.
Han är sedan 1994 gift med Birte och de har två barn. 